# Обява
Обявата, още наричана малка обява е форма на реклама, която се разпространява предимно във вестници, интернет и периодични издания, като например безплатните вестници, безплатните рекламни формати или специализирани издания за малки обяви. Малката обява се различава от стандартната реклама по това, че позволява на частни лица (не само на дружества или юридически лица) да търсят настоятелно работа, жилище, клиенти на своите продукти и услуги, и други.
Малката обява обикновено съдържа само с текст и се отнася само до един вид артикул, който се предлага, и телефонен номер за връзка. Може да съдържа други подробности като име за контакт, адрес, или подробно описание на съответния продукт или услуга. Обичайно малките обяви не са придружени от снимки или схематични изображения на артикула, но е възможно да съдържат лого на производителя.

## Малки обяви в печата
В печатните издания малките обяви по правило се групират в раздели, които класифицират предлаганите продукти или услуги по някакъв признак, като тези раздели се обособяват на отделна страница. Това ги различава от печатната реклама, която често съдържа и графика, наред с текста, и се разполага в яж до редакционното съдържание на изданието.
Малките обяви обикновено са само по няколко реда в колона и често са пълни със съкращения, за да се пести място, а оттам и пари.

## Малки обяви в Интернет
През последните години понятието „малки обяви“ разширява обсега си и от печатните периодични издания се пренася и към радиото, телевизията и интернет, по аналогия с други форми на рекламиране в печатните медии.
Интернет обявите обикновено не използват същите ценообразуващи модели като печатните издания и има тенденция да са по-дълго време видими (по-трайни). Те също така са по-лесни за търсене за разлика от обявите в печата и до тях има достъп по-широка аудитория.
Поради своя самостоятелен характер и структура на ниски разходи, някои компании предлагат безплатни обяви на международно ниво. Други компании се концентрират главно върху обявите с регионален характер.
Съществуват уеб услуги, наречен агрегатори, които обхождат и събират обяви от източници като блогове и RSS емисии.